# Minociclina
El hidroclorato de minociclina, también conocido simplemente como minociclina, es un antibiótico del grupo de las tetraciclinas. Como resultado de su vida media mayor, logra actividades en plasma 2-4 veces mayores que sus congéneres (150 mg de minociclina demostraron unas 6 veces mayor actividad que 250 mg de tetraciclina en un plazo de 24-48 h). Su fórmula química es C23H27N3O7

## Indicaciones
Es utilizado principalmente en el tratamiento de acné y rosácea, ya que la única dosis de 100 mg/día de este fármaco, lleva a un apego terapéutico mucho mayor que las cuatro dosis diarias necesarias con tetraciclina y oxitetraciclina.
Mientras su espectro antibiótico ha demostrado ser mucho mayor que el de los demás miembros, incluyendo actividad contra Neisseria meningitidis, su uso de manera profiláctica no se ha autorizado por sus efectos adversos (mareo y vértigo).
Puede ser usada para tratar infecciones por Acinetobacter, resistentes a múltiples fármacos.
Los demás usos de minociclina son compartidos con los otros miembros del grupo tetraciclinas.

## Precauciones y efectos secundarios
Además de los típicos efectos adversos del grupo tetraciclinas, minociclina puede asociarse con daño renal y agravamiento de LES (lupus eritematoso sistémico).[1]
También, en mayor grado que las demás tetraciclinas, puede causar el síndrome de hipertensión intracraneal inducido por fármacos, consistente en náuseas, vómitos y edema de papila. Los otros fármacos que pueden causarlo son la vitamina A (hipervitaminosis A) y el ácido nalixídico.
Debe recalcarse que todas las tetraciclinas modifican su actividad de una manera particular una vez han pasado su fecha de vencimiento: mientras otras drogas pierden potencia, estas adquieren cualidades tóxicas graves.

## Perspectivas
Investigaciones actuales están buscando datos acerca de las capacidades neuroprotectoras de la minociclina en la terapéutica de la enfermedad de Huntington, un trastorno hereditario caracterizado biológicamente por duplicación del triplete "CAG" en el DNA y clínicamente por movimientos coreiformes y apatía.[2][3] El papel protector de la minociclina se debería a la 5-lipooxigenasa, [4] una enzima de la inflamación asociada con el envejecimiento cerebral.[5] También se ha utilizado como tratamiento de última línea en la Toxoplasmosis cerebral asociada al sida.
La mayoría de trastornos causados por el uso a largo plazo de minociclina, parecería estar dado por una depresión del sistema inmune. Se han notificado mayor número de casos de infecciones fúngicas crónicas y candidiasis en estos pacientes. Se han reportado síntomas de fatiga crónica y depresión asociados con el uso de esta droga, pero no han sido confirmados por estudios clínicos.
Minociclina se ha asociado con enfermedades autoinmunes relacionadas con fenómenos alérgicos iniciados por el propio medicamento.
Una de las ventajas de esta droga es su bajo desarrollo de resistencia en las bacterias, por eso se ha utilizado en enfermedades polimicrobianas como el acné y se ha vuelto muy popular en los dermatólogos.